# Mission (Teksas)
Mission – miasto w Stanach Zjednoczonych, w stanie Teksas, w hrabstwie Hidalgo.
Od 1932 roku w mieście odbywa się Texas Citrus Fiesta.

## Demografia
Według przeprowadzonego przez United States Census Bureau spisu powszechnego w 2010 miasto liczyło 77 058 mieszkańców, co oznacza wzrost o 69,7% w porównaniu do roku 2000. Natomiast skład etniczny w mieście wyglądał następująco: Biali 88,6%, Afroamerykanie 0,7%, Azjaci 1,5%, pozostali 9,2%. Kobiety stanowiły 51,9% populacji.